# Aore
Aore es una isla de la provincia de Sanma, Vanuatu. Se encuentra frente a la ciudad de Luganville, en la isla Espíritu Santo.

## Geografía y población
Con una superficie de 58 km², el clima de Aore es tropical húmedo. La población local antiguamente hablaba el idioma aore, hoy extinto. En el año 2009 tenía una población de 556 habitantes. 